# 古森斯山
71°19′S 35°44′E / 71.317°S 35.733°E
古森斯山是南極洲的山峰，位於皮埃爾山以南，屬於法比奧拉王后山脈的一部分，海拔高度2,200米，在1960年10月7日由比利時探險隊發現。